# レインフォレスト・アライアンス
レインフォレスト・アライアンス（Rainforest Alliance）は1987年に設立されたニューヨークに本部を置く国際的非営利組織である。

## 概要
- 農業と林業による伐採のため、世界の熱帯雨林は破壊し減少。地球温暖化・生物多様性・気候変動に悪影響で頭を悩ませた。そこで1987年にダニエル・ガッツ（英語版）を中心に設立。森林を保護するために立入禁止するだけでなく、適切な土地を利用、「恵み」をキーワードとして、地球住民の生活に向上させ持続可能な農業を推進することになる。
- 2018年1月に認証プログラム「UTZ」と合併した[2]。
- 認証基準として、持続可能の条件としては、森林・気候・人権・生活水準である[3]。
- 認証マークとなっているシンボルはアカメアマガエル[4]。科学者が「生活目標」として注目。健全な個体数や種類を保てるからである。創設当時に活動を始めた中南米の熱帯雨林区でごく当たり前にみられる生物だった。
- 取り組みは児童労働問題・ジェンダー平等・差別禁止のトレーニングを受けよい生活を送れるように、経費削減を行う[5]。生産者は土地・水・エネルギーを慎重し、利用し、天然資源と環境を併設。気候変動に配慮した農法を利用し、菊危機に適応するために研修を受けている。